# Georg IV. Ludwig (Leuchtenberg)

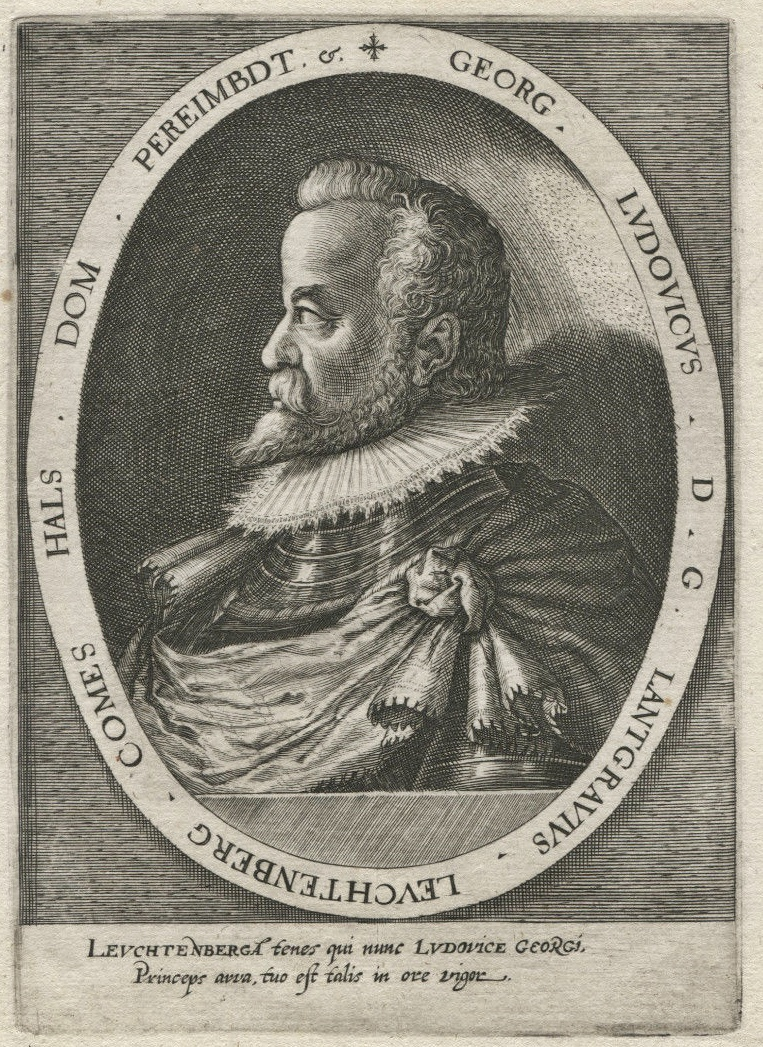
Landgraf Georg IV. Ludwig von Leuchtenberg

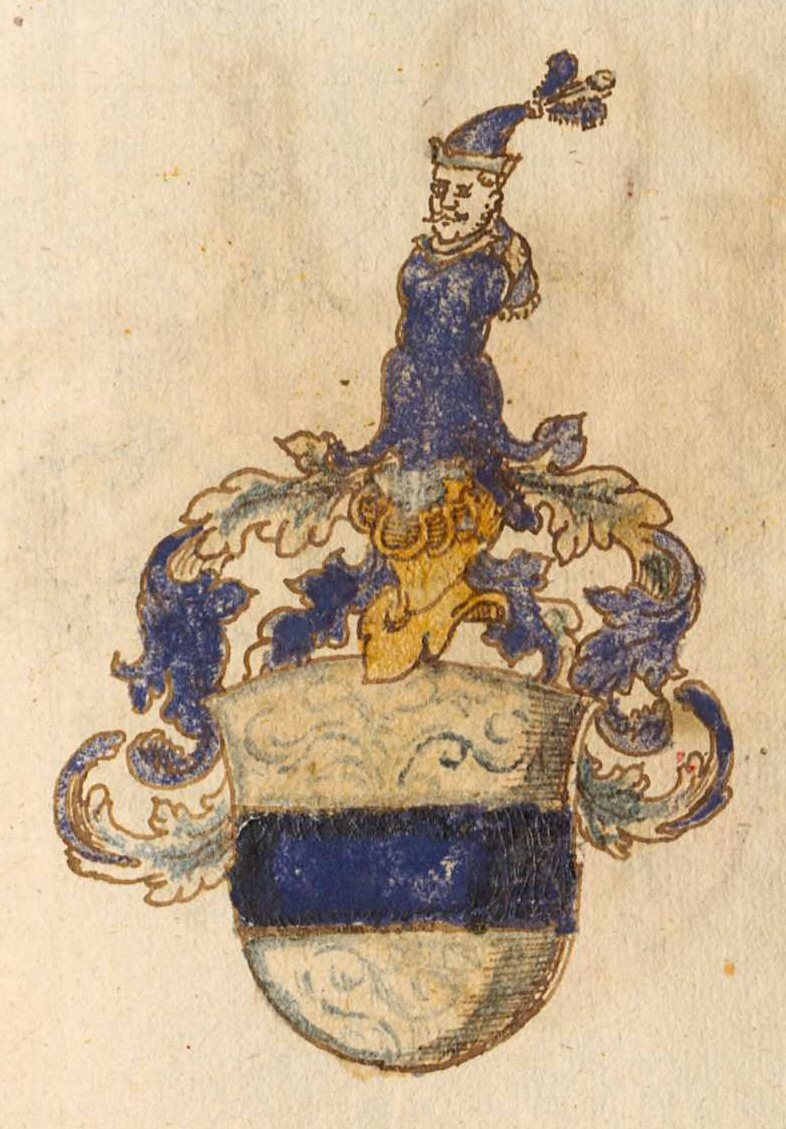
Wappen von Georg Ludwig, Landgraf von Leuchtenberg

Georg Ludwig (* 27. Juli 1563; † 20. März 1613 in Wien) war Landgraf von Leuchtenberg von 1567 bis 1613.

## Leben
Georg Ludwig, Sohn des Landgrafen Ludwig Heinrich von Leuchtenberg († 1567) und seiner Gattin Mechthild von der Mark und Aremberg, studierte in Ingolstadt. Dank seiner herausragenden Leistungen musste er bereits mit 17 Jahren für Herzog Wilhelm V., der sein Vormund war, Aufträge in Prag und Speyer wahrnehmen. Im Jahr 1586 übernahm Georg Ludwig die Regierung in Pfreimd und heiratete Marie Salome von Baden, die Schwester Jakobes von Baden. Georg Ludwig geleitete Jakobe bei ihrer Heirat mit Johann Wilhelm nach Jülich, das Paar übernahm die Patenschaft für Wilhelm, den Sohn Georg Ludwigs.
Auch war Georg Ludwig 1587 an der polnischen Königswahl von Sigismund III. beteiligt. Da er in seinen Ländereien von kurpfälzischen, also protestantischen Ländern umgeben war, kennzeichnete er die Grenze mit Steinen, die heute teilweise noch zu sehen sind. Er war erbitterter Verfechter der Gegenreformation. Alle Protestanten, die am Glauben festhielten, verwies er des Landes. Als Rat des Bayernherzogs Wilhelm V. und Obermarschall des Würzburger Bischofs Julius Echter von Mespelbrunn führte er dem König von Polen seine Frau zu. 1594 wurde er auf dem Regensburger Reichstag zum Präsidenten des Reichshofrates gewählt.
Georg Ludwig unternahm als Gesandter eine Reise nach London, und in Deutschland Reisen zu mehreren Fürstenhöfen, die mit der Türkensteuer säumig waren.
Sein Sohn Wilhelm heiratete 1604 Erika von Manderscheid. Die Tochter Mechthildis von Leuchtenberg (1588–1634) ehelichte Prinz Albrecht IV. von Bayern, den Sohn des Herzogs Wilhelm V. von Bayern (1548–1626).
Nach dem Tod seiner ersten Frau Maria Salome 1600 heiratete Landgraf Georg Ludwig im selben Jahr Elisabeth von Manderscheid-Gerolstein. Nach ihrem Ableben ehelichte er Anna Eusebia von Lobkowitz und erhielt kurz darauf von Kaiser Matthias I. den Orden vom Goldenen Vlies.
Zunächst wohnhaft in Prag, siedelte er Anfang 1613 nach Wien über, wo er und seine Frau im April 1613 an Typhus starben. Er wurde in das von ihm gegründete Franziskanerkloster Pfreimd überführt und dort neben seiner Gattin bestattet.
Bei seinen Gebietsansprüchen hatte er wenig Glück. 1580 hatte er sich vergeblich um Erbansprüche gegenüber der Markgrafschaft Baden bemüht. Für 40.000 Gulden hatte er 1600 endgültig auf die Herrschaft Pleystein verzichtet. Trotzdem hatte die Landgrafschaft bei seinem Tod eine Schuldenlast von 200.000 Gulden aufgrund der Tribute an Kaiser und Fürsten.